# Espiral d'Arquimedes

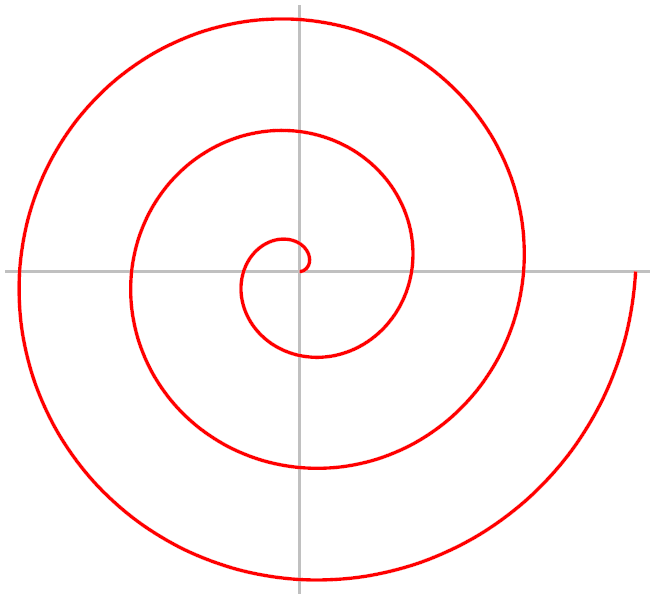
Tres voltes de 360° d'un braç d'una espiral d'Arquimedes

Una espiral d'Arquimedes (anomenada també espiral aritmètica), és una espiral anomenada en honor del matemàtic Grec del segle iii abans de la nostra era Arquimedes; és el lloc geomètric dels punts que corresponen a les posicions recorregudes al llarg del temps per un punt que s'allunya d'un punt fix a velocitat constant al llarg d'una recta que gira a velocitat angular constant respecte d'aquest mateix punt fix. En coordenades polars (r, θ) es pot descriure per l'equació
{\displaystyle \,r=a+b\theta }
On a i b són nombres reals. En canviar el paràmetre a es fa girar l'espiral, mentre que b controla la distància entre dues voltes successives.
Arquimedes va descriure aquesta espiral en el seu llibre De les espirals.
L'espiral d'Arquimedes es diferencia de l'espiral logarítmica pel fet que les voltes successives de l'espiral tenen una separació contant (igual a 2πb si θ es mesura en radians), mentre que en una espiral logarítmica aquestes distàncies formen una progressió geomètrica.
Fixeu-vos que l'espiral d'Arquimedes té dues branques, una per θ > 0 i l'altra per θ < 0. Les dues branques es connecten suaument a l'origen. A la figura del costat només es mostra una de les branques. Prenent una imatge especular d'aquesta branca respecte de l'eix y s'obté l'altre branca.
Un mètode per trobar la quadratura del cercle, a base de relaxar les estrictes limitacions que imposa el fet no poder fer servir més que el regle i el compàs en les demostracions geomètriques gregues antigues, fa servir una espiral d'Arquimedes.
De vegades l'expressió espiral d'Arquimedes es fa servir per a designar un grup d'espirals més general
{\displaystyle r=a+b\theta ^{1\!/\!x}.}
L'espiral d'Arquimedes normal s'obté quan x = 1. Altres espirals que cauen dins d'aquest grup inclouen l'espiral hiperbòlica, l'espiral de Fermat, i l'espiral de lituus. Pràcticament, totes les espirals estàtiques que apareixen a la natura són espirals logarítmiques, no espirals d'Arquimedes. Moltes espirals dinàmiques (com ara l'espiral de Parker del vent solar, o el patró produït per les rodes de Santa Caterina, són espirals d'Arquimedes.

## Llei de les àrees
L'àrea escombrada per un radi que segueix l'espiral d'Arquimedes sobre l'interval {\displaystyle [0;\theta ]} és 
Compte que aquesta fórmula no correspon pas a l'àrea de l'espiral, ja que hi ha el risc que el radi escombri diversos cop la mateixa porció del pla.

## Problemes cèlebres

### Trisecció de l'angle

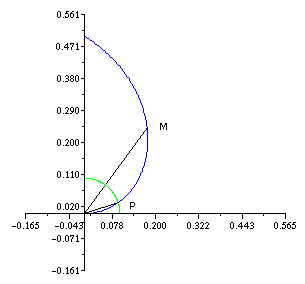
Trisecció de l'angle

Una espiral d'Arquimedes permet de resoldre el problema de la trisecció de l'angle: per un angle {\displaystyle \theta } donat, és possible construir amb el regle i el compàs l'angle {\displaystyle \theta /3}. N'hi ha prou amb localitzar el punt M de l'espiral associat a l'angle {\displaystyle \theta }, construir un cercle de centre O i de radi OM/3. Aquest cercle talla l'espiral en un punt P associat a l'angle {\displaystyle \theta /3}.

### Quadratura del cercle
La rectificació del cercle és un problema anàleg a la seva quadratura. Cercar la quadratura del cercle és cercar el quadrat que té la mateixa àrea que un cercle donat. Cercar la rectificació del cercle és cercar un segment de recta que té la mateixa llargada que el perímetre del cercle. En un cas (la quadratura) s'ha de representar {\displaystyle {\sqrt {\pi }}} per una longitud, en l'altre cas (la rectificació), s'ha de representar {\displaystyle \pi } per una longitud. L'espiral d'Arquimedes permet de realitzar la segona construcció i a partir d'aquí resoldre la primera.

### Rectificació del cercle

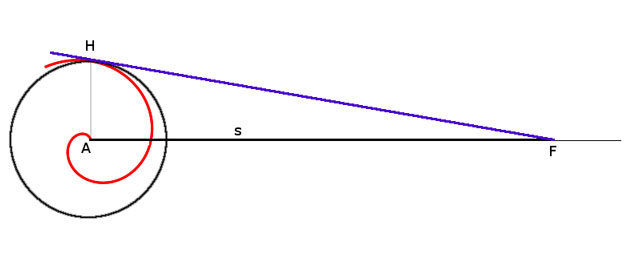
Rectificació del cercle

A la seva obra De les espirals, s'hi llegeix: 
| « | PROPOSICIÓ 18: Si una línia recta és tangent a una espiral, a la primera volta, al punt final [H] de l'espiral i si del punt on comença l'espiral es traça una recta perpendicular a la recta inicial de la rotació, la recta així traçada, troba la tangent, i el segment de recta comprès entre la tangent i el principi de l'espiral serà igual a la longitud de la circumferència de la primera volta. | » |

D'aquesta forma, Arquimedes transforma el problema de la rectificació de la circumferència en el problema de traçar la tangent a l'espiral, cosa que no és possible de resoldre fent ús només de regle i compàs.

### Problemes no resolts
Els dos paràgrafs precedents podrien donar a entendre que Arquimedes gràcies a la seva espiral, hauria resolt els dos problemes clàssics de la trisecció de l'angle i de la quadratura del cercle. Però no és el cas. Els matemàtics de l'època buscaven mètodes de resolucions amb regle i compàs  i menyspreaven les resolucions mecàniques . És per això què l'espiral d'Arquimedes no ha estat considerada com una eina de resolució i ha estat rebutjada com ho han estat d'altres quadratures i d'altres trisectrius.
A més, el traçat de la tangent a l'espiral no feia més que desplaçar el problema.

## Aplicacions

Mecanisme d'una bomba d'espiral

L'espiral d'Arquimedes té una gran quantitat d'aplicacions al món real. Els compressors d'espiral, es fan amb dues espirals d'Arquimedes de la mateixa mida separant els centres una distància igual al pas de l'espiral, es fan servir per a comprimir líquids i gasos. Les espirals de les molles d'equilibratge dels rellotges i les ranures dels primers gramòfons eren espirals d'Arquimedes, fent que les ranures estiguessin equidistants i maximitzant la quantitat de música que es podia emmagatzemar en cada disc, (tot i que més tard això es va canviar per permetre una millor quantitat de so). Demanar a un pacient que dibuixi una espiral d'Arquimedes és una forma de quantificar el temor humà; aquesta informació ajuda en el diagnòstic de malalties neurològiques. Les espirals d'Arquimedes també es fan servir en els sistemes de projecció DLP per tal de minimitzar l'efecte "Arc de San Martí", fent que sembli com si múltiples colors s'estiguessin projectant al mateix temps quan en realitat el vermell, el verd i el blau es projecten cíclicament de forma extremadament ràpida.